# 文語訳聖書
文語訳聖書（ぶんごやくせいしょ）とは、文語文に翻訳された聖書のことである。日本国においては、ジェームス・カーティス・ヘボンらにより1887年（明治20年）までに刊行された、いわゆる『明治元訳聖書』、または明治元訳聖書の新約聖書を改訂し1917年（大正6年）に刊行されたいわゆる『大正改訳聖書』、もしくはその後に刊行された『明治元訳聖書』の旧約聖書部分と『大正改訳聖書』の合本である『舊新約聖書』を指す場合もある。
宗教改革以来、聖書は各国語に翻訳されるようになったが、口語は変遷して行くものであり、時間と共に文語と口語に乖離が起こる。この乖離により生じた古い翻訳は、その時代の口語と近しい文体である口語訳聖書・現代語訳聖書との対置として文語訳聖書と呼ばれる。また、あえてその時代の口語文と異なる古い文体（すなわち文語体）で訳された聖書を指す場合もある。

## ドイツ語
ルター訳
マルティン・ルター（独: Martin Luther）による聖書翻訳『ルター訳聖書（独: Lutherbibel）』が1522年に完成以来、置き換えられる言語も時代によって変化しているゆえに、聖書の翻訳は常に刷新され続けなければならず、1892年に教会による初めての公的な校訂（独: Kirchenamtliche Revision）が行われた。

## 英語
ジェームズ王欽定訳
1611年に完成した『ジェームズ王欽定訳（英: King James Version・KJV）』を、1885年に『改訂訳（英: Revised Version・RV）』として現代語へ大幅な校訂が行われた。

## 漢語
ブリッジマン・カルバートソン訳
米国人宣教師であるイライジャ・コールマン・ブリッジマン（英: Elijah Coleman Bridgman）及びマイケル・シンプソン・カルバートソン（英: Michael Simpson Culbertson）により、上海で1863年（同治2年）までに完成した漢訳聖書ブリッジマン・カルバートソン訳（英: Bridgman and Culbertson Version）では、当時の慣習に従い文言文（古文）が用いられた。

## 日本語
舊新約聖書
単に『文語訳聖書』『文語聖書』とも。日本聖書協会またその前身などが主に発行してきた訳およびその写し。
改譯新約聖書
1954年（昭和29年）に『口語新約聖書』が刊行され、前訳となる1917年（大正6年）刊の『改譯新約聖書』は、「文語訳新約聖書」とされ口語訳と区別された。
我主イイススハリストスの新約
現在の日本ハリストス正教会教団が1902年（明治35年）に刊行した『我主イイススハリストスの新約』は、奉神礼に用いるため敢えて漢語調の文語体を採用した。日本正教会訳聖書のひとつである。
日本正教会訳聖書
同じく日本ハリストス正教会教団によるもので、西方教会でいう『詩編』すなわち『聖詠經』など旧約聖書として用いるものや、『福音經』『使徒經』その他のいわゆる新約聖書すなわち『我主イイススハリストスの新約』がある。日本のキリスト教会で今日ただひとつ、公式に教派を挙げて奉神礼すなわち西方教会でいう礼拝に用いる訳である。
我主イエズスキリストの新約聖書（ラゲ訳）
カトリック教会で事実上の標準訳として用いていた。
『我主イエズスキリストの新約聖書』と『我主イイススハリストスの新約』とは、カトリック教会と正教会の訳者がそれぞれ別々に訳したものである。名前が似ており、述べる内容も等価といってよいが、言い回しは同一でなく、あくまで別の訳である。

## 脚註